# Köp en tulpan
Köp en tulpan är en svensk revyvisa, skriven av Ulf Peder Olrog.
"Köp en tulpan annars får du en snyting ...
Lär dej din dönick att nu är det vår"
Sången framfördes av Lars Ekborg och Sven Holmberg i Kar de Mumma-revyn 1960, där två lodisar sökte kränga halvvissna blommor till förbipasserande. Polisen körde inte bort dem eftersom de utgjorde "ett pittoreskt inslag i gatubilden". Ulf Peder Olrog skrev visan på förslag av Kar de Mumma, som berättade att han själv ofta blev antastad av sådana gubbar utanför Folkan-teatern på Östermalm.
Olrogs vän Alf Prøysen översatte den och sjöng den på norska som "Kjøp en fiol (ellers fårru en blåveis)". Påpekas bör att viol heter "fiol" på norska.